# Фрайунг (Нижняя Бавария)
Фрайунг (нем. Freyung) — город и городская община в Германии, районный центр в Республике Бавария.
Фрайунг расположен в правительственном округе Нижняя Бавария в районе Фрайунг-Графенау, всего в 18 км от границы с Австрией и Чехией. Известен с 1523 года. Население составляет 7263 человека (на 31 декабря 2023 года). Занимает площадь в 48,64 км².
Городская община подразделяется на 3 городских района.

## Климат
Температура воздуха в течение года обычно варьируется от 21 °F (−6,1 °С) до 72 °F (22,2 °C), редко опускаясь ниже 7 °F (−13,9 °C) либо поднимаясь выше 84 °F (28,9 °C).

## Население
По оценке на 31 декабря 2015 года население общины Фрайунг составляет 7194 чел. 

| Дата      | 1840 | 1871 | 1900 | 1925 | 1939 | 1950 | 1961 | 1970 | 1987 | 2011 |
| --------- | ---- | ---- | ---- | ---- | ---- | ---- | ---- | ---- | ---- | ---- |
| Население | 2719 | 2954 | 3520 | 3973 | 4134 | 5821 | 6483 | 6810 | 7124 | 6877 |

| Год       | 1960 | 1970 | 1980 | 1990 | 2000 | 2009 | 2010 | 2011 | 2012 | 2013 | 2014 | 2015 |
| --------- | ---- | ---- | ---- | ---- | ---- | ---- | ---- | ---- | ---- | ---- | ---- | ---- |
| Население | 6350 | 6841 | 6881 | 7473 | 7352 | 6996 | 6923 | 6923 | 6952 | 6955 | 7083 | 7194 |

## Список мэров
Ниже перечислены все мэры Фрайунга, начиная с 1900 года.
| Годы правления | Имя и фамилия   |
| -------------- | --------------- |
| 1900—1911      | Михаэль Кройс   |
| 1911—1922      | Андреас Ланг    |
| 1922—1933      | Николаус Мадль  |
| 1933—1939      | Кристиан Шаллер |
| 1939—1945      | Генрих Шустер   |
| 1945—1946      | Дрехсель        |
| 1946—1952      | Йозеф Хаас      |
| 1952—1956      | Людвиг Хейдн    |
| 1956—1972      | Йозеф Ланг      |
| 1972—1978      | Отто Финк       |
| 1978—2002      | Фриц Виммер     |
| 2002—2008      | Питер Каспар    |
| 2008—н. в.     | Олаф Хайнрих    |

## Города-побратимы
Фрайунг является побратимом с городами:
- Вимперк, Чехия
- Зевальхен-ам-Аттерзее, Австрия